# التمساح (التونسية)
التمساح هو برنامج كاميرا خفية (ترفيه) على قناة التونسية عُرض في رمضان 1433هـ/2012م.

## فكرة البرنامج
يقوم البرنامج على فكرة أن يستقل الضيف المصعد الذي سينفتح ليجد أمامه تمساحا ومروضا. بعد ذلك يتعطل المصعد ويجد الضيف نفسه عالقا في المصعد وأمامه تمساح.

## ضيوف الحلقات
- الحلقة 1: علاء الشابي
- الحلقة 2: سمير الوافي
- الحلقة 3: وليد عبد الله
- الحلقة 4: إبراهيم القصاص
- الحلقة 5: مريم بن مامي
- الحلقة 6: كلاي بي بي جي (Klay BBJ) ومحمد أمين حمزاوي
- الحلقة 7: لطفي العبدلي
- الحلقة 8: سامية عبو
- الحلقة 9: نعيمة الجاني
- الحلقة 10: منيرة حمدي
- الحلقة 11: شكري بلعيد/أيمن الزواغي
- الحلقة 12: محمد علي النهدي
- الحلقة 13: مختار النايلي
- الحلقة 14: محمد العربي المازني
- الحلقة 15: جميلة الشيحي/كوثر بلحاج
- الحلقة 16: مريم بن شعبان
- الحلقة 17: سفيان الداهش ومراد بن نافلة
- الحلقة 18: الهادي التونسي/صلاح مصباح
- الحلقة 19: عبد الرزاق الشابي
- الحلقة 20: عائشة خياري
- الحلقة 21: سعاد عبد الرحيم
- الحلقة 22: رانيا القابسي
- الحلقة 23: خالد حسني/برهان بسيس
- الحلقة 24: ليلى الشابي
- الحلقة 25: سهام بادي
- الحلقة 26: سمير بن عمر/سمير بالطيب/سمير ديلو
- الحلقة 27: منال عمارة
- الحلقة 28: إياد الدهماني/ياسين إبراهيم/جوهر بن مبارك/لطفي زيتون
- الحلقة 29: هيثم المكي/طارق المكي/مهدي بن غربية/فتحي المولدي/معز الزرعي/إلياس الغربي/منصف الورغي
- الحلقة 30: أفضل ما في البرنامج

## وقت العرض
بُث يوميا طيلة رمضان 1433هـ/2012م في 07:45 مساء بتوقيت تونس.